# تغییر جنسیت
تغییر جنسیت فرآیندی است که در آن جنسیت یک موجود زنده تغییر می‌یابد، یعنی ویژگی‌های جنسی فعلی، با ویژگی‌های جنس مخالف جایگزین می‌شوند. 
تغییر جنسیت ممکن است به طور طبیعی رخ دهد، همانطور که در مورد هرمافرودیتیسم متوالی در برخی از گونه‌ها مشاهده می‌شود. با این حال، معمولاً این اصطلاح برای درمان تغییر جنسیت، از جمله جراحی تغییر جنسیت ، که بر روی انسان انجام می‌گیرد، استفاده می‌شود. همچنین گاهی برای روش‌های پزشکی اعمال شده بر افراد بیناجنس استفاده می‌شود. این اصطلاح همچنین ممکن است برای فرآیند گسترده‌تر تغییر نقش جنسیت ("زندگی به عنوان یک زن" به جای زندگی به عنوان یک مرد، یا برعکس)، از جمله و نه صرفاً محدود به روش‌های پزشکی استفاده شود.

## تغییر جنسیت با روش پزشکی
اصطلاح "تغییر جنسیت" برای اشاره به جراحی تغییر جنسیت ، یعنی مجموعه‌ای از اقدامات پزشکی که توسط افراد تراجنسیتی برای تغییر خصوصیات جنسی آنها از مرد به زن یا از زن به مرد انجام می‌گیرد، توسط برخی افرادترنس‌جندر، توهین‌آمیز و نادرست تلقی می‌شود.  این اصطلاح گاهی برای اقدامات پزشکی که افراد بیناجنس تحت آن قرار می‌گیرند یا اغلب در دوران کودکی در معرض آن قرار می‌گیرند نیز به کار می‌رود.
اصطلاح "تغییر جنسیت" گاهی اوقات برای کل فرآیند تغییر نقش جنسیت ("زندگی به عنوان یک زن" به جای زندگی به عنوان یک مرد، یا بالعکس) و نه محدود به روش‌های پزشکی، استفاده می‌شود. (این فرآیند اغلب برای افراد ترنس بسیار مهم‌تر از خود اقدامات پزشکی است، اگرچه ممکن است تغییرات و جراحی‌های پزشکی برای امکان پذیر ساختن تغییر نقش جنسیتی، هم از نظر اجتماعی و هم از نظر قانونی، مورد نیاز باشد؛ همچنین می‌توانند تأثیر بسیار مهمی بر روی سلامت و رفاه فرد داشته باشند.)
بسیاری از مردم، اصطلاح "بازتائید و تطبیق جنسیت" را به "تغییر جنسیت" ترجیح می‌دهند.

جنسیت در انسان معمولاً با چهار عامل تعیین می‌شود:
- کروموزوم‌ها
- غدد جنسی (تخمدان ها و یا بیضه ها و همچنین گامت‌های وابسته، یعنی تخمک‌ها و اسپرم‌ها)
- وضعیت هورمونی
- ویژگی‌های جنسی اولیه و صفات جنسی ثانویه

همه این عوامل را نمی‌توان تغییر داد:
- کروموزومها قابل تغییر نیستند
- غدد جنسی را می‌توان برداشت، اما نمی‌توان آنها را جایگزین کرد.
- وضعیت هورمونی را می‌توان تغییر داد
- ویژگی های جنسی ثانویه موجود تا حدی می تواند تغییر کند. موارد موجود عمدتاً از طریق جراحی تغییر داد و موارد ناموجود را می‌توان از طریق هورمون‌ها به‌وجود آورد.

برای مثال: تغییر آناتومی دستگاه تناسلی مردانه به ظاهری خوب یا حتی عالی زنانه، پیچیده اما کاملاً ممکن است. با این حال، تغییر آناتومی دستگاه تناسلی زنانه به آناتومی مردانه بسیار پیچیده است و اغلب اوقات موفقیت‌آمیز نیست و عملکردش همیشه محدود است.